# Zé Roberto (football, 1980)
Pour les articles homonymes, voir Zé Roberto.
José Roberto d'Oliveira, ou simplement Zé Roberto (né le 9 décembre 1980 à Itumbiara) est un footballeur brésilien. 
Il joue en tant qu'attaquant pour le club du SC Internacional.

## Biographie
Il est le frère de José Roberto da Silva Júnior, aussi appelé Zé Roberto, qui joue pour Al-Gharafa.
Zé Roberto a été transféré à Schalke pour un montant de 2 millions € en août 2007 et il est arrivé "concrètement" au club en janvier 2008.
Zé Roberto a fait ses débuts en faveur de Schalke 04 le 3 février 2008 inscrivant d'ailleurs un but à cette occasion, et ce alors qu'il venait juste de rentrer sur le terrain.
En janvier 2009, il est prêté au club de CR Flamengo. Après avoir remporté le championnat du Brésil et effectué de belles performances, il est rappelé par le FC Schalke 04 en décembre 2009.

## Palmarès
- Coupe Guanabara : 2006
- Championnat de Rio de Janeiro : 2006
- Coupe Rio : 2007
- Championnat du Brésil : 2009

Distinctions individuelles
- Ballon d'argent brésilien en 2006